# 白毛子楝树
白毛子楝树（学名：Decaspermum albociliatum）为桃金娘科子楝树属下的一个种。